# Чрезвычайно королевский скандал
«Чрезвычайно королевский скандал» (англ. A Very Royal Scandal) — предстоящий британский драматический мини-сериал от Amazon Studios. Главные роли исполнили Рут Уилсон и Майкл Шин. Автор сценария — Джереми Брок, режиссёр — Джулиан Джаррольд.

## Сюжет
Сюжет сериала сконцентрирован на личной жизни и карьере Эмили Мейтлис, вплоть до телевизионного интервью Мейтлис с принцем Эндрю для программы новостей и текущих событий Newsnight на канале BBC Two в 2019 году.

## В ролях
- Рут Уилсон — Эмили Мейтлис
- Майкл Шин — принц Эндрю
- Алекс Дженнингс — сэр Эдвард Янг[англ.]
- Джоанна Скэнлан — Аманда Тирск
- Эанна Хардвик — Стюарт Маклейн
- София Оксенхэм — принцесса Евгения

## Производство
Вслед за сериалами «Чрезвычайно английский скандал» (2018) о деле Торпа и «Чрезвычайно британский скандал» (2021) о разводе Аргайлов продюсеры выпускают «Чрезвычайно королевский скандал».
Сериал создаётся по заказу Amazon Studios компанией Blueprint Pictures. Джереми Брок стал сценаристом, а Джулиан Джарролд — режиссёром. Эмили Мейтлис стала исполнительным продюсером сериала наряду с Карен Трюссел, Грэмом Бродбентом, Питом Чернином, Диармуидом Маккеоуном, Броком и Джарролдом.
В ноябре 2023 года Рут Уилсон и Майкл Шин были утверждены на роли Эмили Мейтлис и принца Эндрю, а Алекс Дженнингс, Джоанна Скэнлан и Чанна Хардвик также вошли в актёрский состав.
В ноябре 2023 года Amazon Studios начала производство сериала в Великобритании.